# Victoria Beyer
Pour les articles homonymes, voir Beyer.
Victoria Beyer, née le 13 juin 1991, est une arbitre fédérale française et internationale de football.

## Biographie

### Débuts et parcours
Originaire d'Alsace et licenciée dans le club de football de l'Entente Sportive Molsheim-Ernolsheim, Victoria Beyer débute dans l'arbitrage en octobre 2004, à l'âge de 13 ans,,,, après avoir un temps été tentée par le basket-ball.
Au niveau national, Victoria Beyer devient successivement arbitre fédérale Féminine 2 en juillet 2016, puis arbitre fédérale Féminine 1 en janvier 2017, représentant la Ligue du Grand Est de Football. Elle devient également arbitre internationale en janvier 2018.
Elle participe également en 2019 à la Jeux mondiaux militaires d'été qui se sont déroulés à Wuhan, en Chine.
Durant la saison 2019-2020, elle a arbitré la finale de la 19e édition de la Coupe de France féminine de football qui s'est déroulée le 9 août 2020 au stade de l'Abbé-Deschamps à Auxerre et qui a opposé l'OL au PSG. Durant la saison suivante, Victoria Beyer est retenue par la FFF afin de bénéficier du plan de professionnalisation de l'arbitrage féminin lancée par la fédération en tant qu'arbitre centrale. Au terme de la saison 2020-2021 elle reçoit le trophée de la meilleure arbitre de D1 Arkema.

### Promotion internationale
En 2021, elle est successivement promue dans le groupe 3 des arbitres féminines Elite de la FIFA et dans le groupe 1 des arbitres féminines de l'UEFA. La même année, elle commence sa carrière d'arbitre centrale dans les compétitions internationales en officiant lors des matchs amicaux entre la Belgique et la Norvège puis entre le Luxembourg et la Belgique et lors des éliminatoires de la Coupe du Monde de football féminine 2023, en arbitrant notamment les matchs Suisse-Lituanie et Arménie-Norvège.

### Vie personnelle
Son frère Corentin Beyer est également arbitre.
Malgré son rôle d'arbitre international, Victoria Beyer ne vit pas de l'arbitrage. Elle travaille à temps plein en tant que chargée d'affaires au Crédit Mutuel. Concilier cette activité professionnelle avec sa passion pour le football est un véritable défi. Son rythme de vie intense lui laisse peu de temps libre, mais elle perçoit cette dualité comme une force plutôt qu'une contrainte.

## Distinctions
- Trophée de meilleure arbitre de la D1 Arkema 2020-2021[17]
- Trophée de meilleure arbitre de la D1 Arkema 2021-2022[18],[19]

## Désignations majeures
- 4e arbitre lors de la finale de la 17e édition de la Coupe de France féminine de football qui a opposé l'OL au PSG, le 31 mai 2018[20].
- Arbitre centrale lors de la finale de la 19e édition de la Coupe de France féminine de football opposant l'OL au PSG, le 9 août 2020[8].
- Arbitre centrale lors du Trophée des championnes 2023 opposant l'OL au PSG, le 10 septembre 2023[21].

## Statistiques
Nombre de matchs arbitrés, cartons distribués et penalties attribués,,,.

### Compétitions nationales
| Saison                                   | Compétition | Nbre de matchs | Cartons jaunes | Ratio par match | Doubles cartons jaunes | Ratio par match | Cartons rouges | Ratio par match | Pénalties | Pénalties par match |
| ---------------------------------------- | ----------- | -------------- | -------------- | --------------- | ---------------------- | --------------- | -------------- | --------------- | --------- | ------------------- |
| 2016-2017                                | D1 Féminine | 4              | 8              | 2               | 0                      | 0               | 0              | 0               | 0         | 0                   |
| 2017-2018                                | D1 Féminine | 15             | 32             | 2.13            | 1                      | 0.08            | 1              | 0.08            | 3         | 0.2                 |
| 2018-2019                                | National 2  | 1              | 6              | 6               | 0                      | 0               | 0              | 0               |           |                     |
| 2018-2019                                | National 3  | 1              | 5              | 5               | 0                      | 0               | 2              | 2               |           |                     |
| 2018-2019                                | D1 Féminine | 12             | 23             | 1.92            | 0                      | 0               | 0              | 0               | 5         | 0.42                |
| 2019-2020                                | D1 Féminine | 10             | 29             | 2.9             | 1                      | 0.1             | 0              | 0               |           |                     |
| 2020-2021                                | National    | 1              | 4              | 4               | 0                      | 0               | 0              | 0               |           |                     |
| 2020-2021                                | National 3  | 1              | 4              | 0               | 0                      | 0               | 0              | 0               |           |                     |
| 2020-2021                                | D1 Féminine | 16             | 47             | 2.94            | 1                      | 0.06            | 0              | 0               |           |                     |
| 2021-2022                                | National 3  | 1              | 0              | 0               | 0                      | 0               | 0              | 0               |           |                     |
| 2021-2022                                | D1 Féminine | 9              | 26             | 2.89            | 0                      | 0               | 0              | 0               |           |                     |
| TOTAL                                    | TOTAL       | 39             | 124            | 3.18            | 2                      | 0.05            | 2              | 0.05            |           |                     |
| Dernière mise à jour le 15 janvier 2022. |             |                |                |                 |                        |                 |                |                 |           |                     |

| Saison                                   | Compétition              | Nbre de matchs | Cartons jaunes | Ratio par match | Doubles cartons jaunes | Ratio par match | Cartons rouges | Ratio par match | Pénalties | Pénalties par match |
| ---------------------------------------- | ------------------------ | -------------- | -------------- | --------------- | ---------------------- | --------------- | -------------- | --------------- | --------- | ------------------- |
| 2017-2018                                | Coupe de France          |                |                |                 |                        |                 |                |                 |           |                     |
| 2017-2018                                | Coupe de France féminine | 1              | 2              |                 | 0                      |                 | 0              |                 | 0         |                     |
| 2018-2019                                | Coupe de France          |                |                |                 |                        |                 |                |                 |           |                     |
| 2018-2019                                | Coupe de France féminine | 2              | 4              |                 | 0                      |                 | 0              |                 | 0         |                     |
| 2019-2020                                | Coupe de France          |                |                |                 |                        |                 |                |                 |           |                     |
| 2019-2020                                | Coupe de France féminine | 4              | 3              | 0.75            | 0                      | 0               | 0              | 0               | 2         | 0.5                 |
| 2020-2021                                | Coupe de France          | 1              | 4              | 0               | 0                      | 0               | 0              | 0               | 1         | 1                   |
| 2020-2021                                | Coupe de France féminine |                |                |                 |                        |                 |                |                 |           |                     |
| 2021-2022                                | Coupe de France          |                |                |                 |                        |                 |                |                 |           |                     |
| 2021-2022                                | Coupe de France féminine | 1              | 1              |                 |                        |                 |                |                 |           |                     |
| TOTAL                                    | TOTAL                    | 1              | 4              | 0               | 0                      | 0               | 0              | 0               | 1         | 1                   |
| Dernière mise à jour le 15 janvier 2022. |                          |                |                |                 |                        |                 |                |                 |           |                     |

### Compétitions européennes

#### Championnat d'Europe féminin de football des moins de 17 ans
| 8 mars 2018     | Espagne | 7-0             | Israël | |
|                 |         |                 |        | Arbitrage : Victoria Beyer Arbitres assistants : Stephanie Di Benedetto Sylwia Grygiel Quatrième arbitre : Katarzyna Lisiecka |
| : 0 · : 0 · : 0 | Rapport | : 0 · : 0 · : 0 |        | |

| 14 mars 2018    | Israël | 0-1             | Russie | |
|                 |        |                 |        | Arbitrage : Victoria Beyer Arbitres assistants : Stephanie Di Benedetto Mirela Ivanova Quatrième arbitre : Hristiyana Guteva |
| : 0 · : 0 · : 0 |        | : 1 · : 0 · : 0 |        | |

| 19 septembre 2018 | Azerbaïdjan | 0-1             | Islande | |
|                   |             |                 |         | Arbitrage : Victoria Beyer Arbitres assistants : Camille Soriano Maria Buclis Quatrième arbitre : Natalia Ceban |
| : 0 · : 0 · : 0   |             | : 3 · : 0 · : 0 |         | |

| 22 septembre 2019 | Islande | 6-0             | Moldavie | |
|                   |         |                 |          | Arbitrage : Victoria Beyer Arbitres assistants : Camille Soriano Merima Homarac Quatrième arbitre : Merima Čelik |
| : 0 · : 0 · : 0   |         | : 1 · : 0 · : 0 |          | |

| 13 septembre 2019 | République d'Irlande | 6-0             | Lituanie | |
|                   |                      |                 |          | Arbitrage : Victoria Beyer Arbitres assistants : Stephanie Di Benedetto Alexandra Theodora Petrea Quatrième arbitre : Cristina Mariana Trandafir |
| : 0 · : 0 · : 0   |                      | : 0 · : 0 · : 0 |          | |

| 16 septembre 2019 | Grèce | 0-5             | République d'Irlande | |
|                   |       |                 |                      | Arbitrage : Victoria Beyer Arbitres assistants : Stephanie Di Benedetto Ugne Šmitaite Quatrième arbitre : Greta Lukjancuke |
| : 1 · : 0 · : 0   |       | : 0 · : 0 · : 0 |                      | |

#### Championnat d'Europe féminin de football des moins de 19 ans
| 2 octobre 2018  | Belgique | 5-0             | Arménie | |
|                 |          |                 |         | Arbitrage : Victoria Beyer Arbitres assistants : Elodie Coppola Francesca Di Monte Quatrième arbitre : Graziella Pirratore |
| : 1 · : 0 · : 0 |          | : 2 · : 0 · : 0 |         | |

| 8 octobre 2018  | Arménie | 0-6             | Pays de Galles | |
|                 |         |                 |                | Arbitrage : Victoria Beyer Arbitres assistants : Elodie Coppola Gabriela Hanakova Quatrième arbitre : Lucie Šulcová |
| : 0 · : 0 · : 0 |         | : 0 · : 0 · : 0 |                | |

| Tour de qualification - Groupe 5 | Norvège         | 8-0     | Moldavie        | | |
| 2 octobre 2019                   |                 |         |                 | Arbitrage : Victoria Beyer Arbitres assistants : Jennifer Maubacq Victoria Finlay Quatrième arbitre : Louise Thompson | Arbitrage : Victoria Beyer Arbitres assistants : Jennifer Maubacq Victoria Finlay Quatrième arbitre : Louise Thompson |
| 2 octobre 2019                   | : 0 · : 0 · : 0 | Rapport | : 1 · : 0 · : 0 | Arbitrage : Victoria Beyer Arbitres assistants : Jennifer Maubacq Victoria Finlay Quatrième arbitre : Louise Thompson | Arbitrage : Victoria Beyer Arbitres assistants : Jennifer Maubacq Victoria Finlay Quatrième arbitre : Louise Thompson |

| Tour de qualification - Groupe 5 | Moldavie        | 0-3     | Pays de Galles  | | |
| 8 octobre 2019                   |                 |         |                 | Arbitrage : Victoria Beyer Arbitres assistants : Jennifer Maubacq Victoria Finlay Quatrième arbitre : Louise Thompson | Arbitrage : Victoria Beyer Arbitres assistants : Jennifer Maubacq Victoria Finlay Quatrième arbitre : Louise Thompson |
| 8 octobre 2019                   | : 1 · : 0 · : 0 | Rapport | : 0 · : 0 · : 0 | Arbitrage : Victoria Beyer Arbitres assistants : Jennifer Maubacq Victoria Finlay Quatrième arbitre : Louise Thompson | Arbitrage : Victoria Beyer Arbitres assistants : Jennifer Maubacq Victoria Finlay Quatrième arbitre : Louise Thompson |

#### Ligue des Champions féminine de l'UEFA
| 7 août 2019     | ŠK Slovan Bratislava | 1-3             | Ferencváros TC | |
|                 |                      |                 |                | Arbitrage : Victoria Beyer Arbitres assistants : Stephanie Di Benedetto Sabina Valieva Quatrième arbitre : Vera Opeykina |
| : 0 · : 0 · : 0 |                      | : 1 · : 0 · : 0 |                | |

| 10 août 2019    | Ferencváros TC | 2-0             | Agarista-ȘS Anenii Noi | |
|                 |                |                 |                        | Arbitrage : Victoria Beyer Arbitres assistants : Stephanie Di Benedetto Lenka Pavlackova Quatrième arbitre : Miriam Matulova |
| : 0 · : 0 · : 0 |                | : 0 · : 0 · : 0 |                        | |

| Deuxième tour de qualification | Deuxième tour de qualification | Deuxième tour de qualification | Deuxième tour de qualification | Deuxième tour de qualification                                                                                            | Deuxième tour de qualification | Deuxième tour de qualification | Deuxième tour de qualification | Deuxième tour de qualification | Deuxième tour de qualification |
| --- | ------------------------------ | ------------------------------ | ------------------------------ | --- | ------------------------------ | ------------------------------ | ------------------------------ | ------------------------------ | ------------------------------ |
| \| 19 novembre 2020 \| FC Gintra \| 0-7 \| Vålerenga \| \| \| \| \| \| \| Arbitrage : Victoria Beyer Arbitres assistants : Camille Soriano Stephanie Di Benedetto Quatrième arbitre : Savina Elbour \| \| : 0 · : 0 · : 0 \| Rapport \| : 0 · : 0 · : 0 \| \| \| |                                |                                |                                | |                                |                                |                                |                                |                                |
| 19 novembre 2020 | FC Gintra                      | 0-7                            | Vålerenga                      | |                                |                                |                                |                                |                                |
| |                                |                                |                                | Arbitrage : Victoria Beyer Arbitres assistants : Camille Soriano Stephanie Di Benedetto Quatrième arbitre : Savina Elbour |                                |                                |                                |                                |                                |
| : 0 · : 0 · : 0 | Rapport                        | : 0 · : 0 · : 0                |                                | |                                |                                |                                |                                |                                |

### Compétitions internationales

#### Matchs amicaux
| 22 janvier 2019 | Espagne | 0-1             | États-Unis | |
|                 |         |                 |            | Arbitrage : Stéphanie Frappart Arbitres assistants : Manuela Nicolosi Solenne Bartnik Quatrième arbitre : Victoria Beyer |
| : 1 · : 0 · : 0 | Source  | : 0 · : 0 · : 0 |            | |

| 9 novembre 2019 | Angleterre | 1-2             | Allemagne |                                                                   |
|                 |            |                 |           | Arbitrage : Stéphanie Frappart Quatrième arbitre : Victoria Beyer |
| : 0 · : 0 · : 0 | Source     | : 3 · : 0 · : 0 |           |                                                                   |

| 8 avril 2021    | Belgique | 0-2             | Norvège | |
|                 |          |                 |         | Arbitrage : Victoria Beyer Arbitres assistants : Stephanie Di Benedetto Jennifer Maubacq Quatrième arbitre : Alexandra Collin |
| : 1 · : 0 · : 0 | Source   | : 0 · : 0 · : 0 |         | |

| 10 juin 2021    | France  | 1-0             | Allemagne | |
|                 |         |                 |           | Arbitrage : Ivana Martinčić Arbitres assistants : Sanja Rođak-Karšić Maja Petravić Quatrième arbitre : Victoria Beyer |
| : 2 · : 0 · : 0 | Rapport | : 1 · : 0 · : 0 |           | |

| 12 juin 2021    | Luxembourg | 0-1             | Belgique |                            |
|                 |            |                 |          | Arbitrage : Victoria Beyer |
| : 1 · : 0 · : 0 | Source     | : 0 · : 0 · : 0 |          |                            |

#### Tournoi de France
| 4 mars 2020     | Pays-Bas | 0-0             | Brésil | |
|                 |          |                 |        | Arbitrage : Victoria Beyer Arbitres assistants : Stephanie Di Benedetto Jennifer Maubacq Quatrième arbitre : Maika Vanderstichel |
| : 2 · : 0 · : 0 | Rapport  | : 1 · : 0 · : 0 |        | |

| 7 mars 2020     | Canada  | 0-0             | Pays-Bas | |
|                 |         |                 |          | Arbitrage : Florence Guillemin Arbitres assistants : Solenne Bartnik Jennifer Maubacq Quatrième arbitre : Victoria Beyer |
| : 2 · : 0 · : 0 | Rapport | : 0 · : 0 · : 0 |          | |

| 10 mars 2020    | France  | 3-3             | Pays-Bas | |
|                 |         |                 |          | Arbitrage : Anastasia Pustovoitova Arbitres assistants : Ekaterina Kurochkina Sabina Valieva Quatrième arbitre : Victoria Beyer |
| : 3 · : 0 · : 0 | Rapport | : 1 · : 0 · : 0 |          | |

| \| 22 février 2022 \| Brésil \| 0-0 \| Finlande \| \| \| \| \| \| \| Arbitrage : Victoria Beyer \| \| : 0 · : 0 · : 0 \| \| : 2 · : 0 · : 0 \| \| \| |        |                 |          |                            |
| 22 février 2022 | Brésil | 0-0             | Finlande |                            |
| |        |                 |          | Arbitrage : Victoria Beyer |
| : 0 · : 0 · : 0 |        | : 2 · : 0 · : 0 |          |                            |

#### Coupe du monde féminine de football
| 23 octobre 2017 | France  | 8-0             | Ghana | |
|                 |         |                 |       | Arbitrage : Monika Mularczyk Arbitres assistants : Kinga Seniuk-Mikulska Katarzyna Wojs Quatrième arbitre : Victoria Beyer |
| : 0 · : 0 · : 0 | Rapport | : 0 · : 0 · : 0 |       | |

| 5 avril 2019    | France  | 3-1             | Japon | |
|                 |         |                 |       | Arbitrage : Sara Persson Arbitres assistants : Julia Magnusson Josefin Aronsson Quatrième arbitre : Victoria Beyer |
| : 0 · : 0 · : 0 | Rapport | : 0 · : 0 · : 0 |       | |

| 8 avril 2019    | France  | 4-0             | Danemark | |
|                 |         |                 |          | Arbitrage : Ivana Martincic Arbitres assistants : Maja Petravic Ivona Pejic Quatrième arbitre : Victoria Beyer |
| : 1 · : 0 · : 0 | Rapport | : 0 · : 0 · : 0 |          | |

| 13 novembre 2018 | Suisse  | 1-1             | Pays-Bas | |
|                  |         |                 |          | Arbitrage : Stéphanie Frappart Arbitres assistants : Manuela Nicolosi Solenne Bartnik Quatrième arbitre : Victoria Beyer |
| : 1 · : 0 · : 0  | Rapport | : 1 · : 0 · : 0 |          | |

| Groupe G          | Suisse          | 4-1     | Lituanie        | | |
| 17 septembre 2021 |                 |         |                 | Arbitrage : Victoria Beyer Arbitres assistants : Stephanie Di Benedetto Jennifer Maubacq Quatrième arbitre : Alexandra Collin | Arbitrage : Victoria Beyer Arbitres assistants : Stephanie Di Benedetto Jennifer Maubacq Quatrième arbitre : Alexandra Collin |
| 17 septembre 2021 | : 0 · : 0 · : 0 | Rapport | : 2 · : 0 · : 0 | Arbitrage : Victoria Beyer Arbitres assistants : Stephanie Di Benedetto Jennifer Maubacq Quatrième arbitre : Alexandra Collin | Arbitrage : Victoria Beyer Arbitres assistants : Stephanie Di Benedetto Jennifer Maubacq Quatrième arbitre : Alexandra Collin |

| Groupe F         | Arménie         | 0-10    | Norvège         | | |
| 30 novembre 2021 |                 |         |                 | Arbitrage : Victoria Beyer Arbitres assistants : Stephanie Di Benedetto Jennifer Maubacq Quatrième arbitre : Alexandra Collin | Arbitrage : Victoria Beyer Arbitres assistants : Stephanie Di Benedetto Jennifer Maubacq Quatrième arbitre : Alexandra Collin |
| 30 novembre 2021 | : 0 · : 0 · : 0 | Rapport | : 1 · : 0 · : 0 | Arbitrage : Victoria Beyer Arbitres assistants : Stephanie Di Benedetto Jennifer Maubacq Quatrième arbitre : Alexandra Collin | Arbitrage : Victoria Beyer Arbitres assistants : Stephanie Di Benedetto Jennifer Maubacq Quatrième arbitre : Alexandra Collin |